# Оканаган (народ)

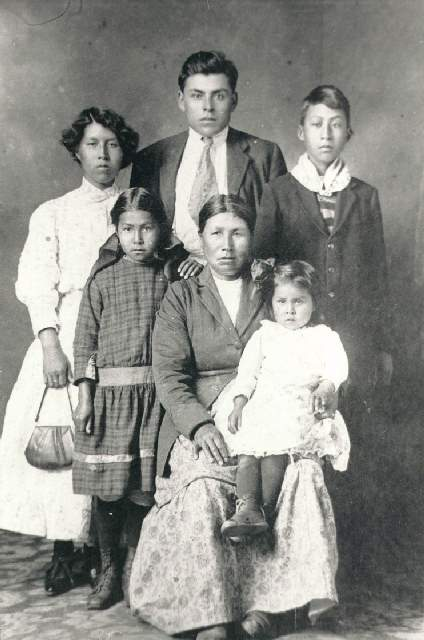
Семья оканаган, ок. 1918

Оканаган, также — оканоган — индейский народ, проживающий на границе США и Канады в штате Вашингтон и Британская Колумбия в регионе Долины Оканаган. Самоназвание: сйилкс (в настоящее время термин широко используется). Они являются частью этнологической и лингвистической группы внутренних салишей. Оканаган близко родственны таким народам, как споканы, синикст, не-персе, пан-д’орей (калиспел), шусвапы (секвепемк) и нлакапамук (томпсон) того же региона северо-западного Плато.